# Amegilla macroleuca
Amegilla macroleuca là một loài Hymenoptera trong họ Apidae. Loài này được Cockerell mô tả khoa học năm 1922.